# Glen Elder (Kansas)
Glen Elder – miasto w Stanach Zjednoczonych, w stanie Kansas, w hrabstwie Mitchell.